# الزاوية التيجانية (قمار)
الزاوية التيجانية بقمار واحدا من أهم المعالم التاريخية في ولاية وادي سوف، وحتى بالنسبة للطريقة التيجانية في العالم، والتي تعد من أكثر الطرق الصوفية انتشارا في العالم الإسلامي كونها أول زاوية لها في العالم، إذ لابد لأي زائر للولاية وأن يعرج على هذا المعلم التاريخي الذي يعد تحفة فنية في العمارة والزخرفة الإسلامية.

## التأسيس
يعود تاريخ تأسيس مبنى الزاوية الذي يقع حاليا في الضاحية الشرقية من مدينة قمار حسب المخطوطات الموجدة في مكتبة الزاوية، إلى الثلاثي الأخير من سنة 1789 م أي ما يوافق سنة 1204 هـ،  وكان ذلك على يد المقدم – درجة من درجات الالتزام في الطريقة التيجانية – محمد الساسي القماري، وبأمر من مؤسس الطريقة التجانية الشيخ سيدي احمد التجاني، وبنيت النواة الأولى للزاوية على شكل قاعة مربعة طول ضلعها تسعة أمتار، وبقيت ثمانون سنة على تلك الشاكلة أي إلى غاية العام 1869 خارج السور الشرقي للمدينة، وكان دورها الديني يقتصر آنذاك على الصلوات الخمس وتلاوة القران الكريم.
وفي سنة 1869 تمت التوسعة الأولى للزاوية في عهد خليفة الطريقة الشيخ سيدي محمد العيد الأول، والذي أمر ببناء المسجد المعروف باسم مسجد سيدي عمار، وكذا المقر الاجتماعي للزاوية، وهو مكون من طابق علوي والذي يعد الأول في منطقة وادي سوف، وتزينه زخارف ونقوش جميلة خاصة القبة الكبرى للمقر الاجتماعي للزاوية من إبداع الفنان احمد بن الطاهر والذي تعلم على يد عمر قاقة ابن مدينة قمار ناقل حرفة النقش على الجبس التي برع ومازال يبرع فيها بناؤو مدينة قمار فيها ليس على المستوى المحلي فقط بل حتى على المستوى العالمي، وفي أواخر القرن 19 أمر خليفة التيجانيين وقتها سيدي حمة، بإنجاز الدار الخضراء والتي خصصت لاستقبال الزوار وتدريس شتى العلوم الدينية، كما بني في تلك الفترة ما يسمى بالحوش الشرقي وهو ملحق بالزاوية، كما استمرت التوسعات والزيادات على مرافق الزاوية كالمجمع العمراني “حوش أسيادنا”.
وكانت آخر عملية تجديد للزاوية قبل نحو عشرة سنوات، في عهد الخليفة الحالي الشيح سيدي محمد العيد، وتمت في هذه المرحلة صيانة وتجديد كامل المباني التابعة للزاوية تقريبا.

## شيوخ الزاوية
- محمد بن الساسي القماري
- سيدي محمد العيد الأول